# Abebech Gobena
 (septembre 2021).
Pour les articles homonymes, voir Gobena.
Abebech Gobena (en amharique: አበበች ጎበና; en afaan oromo : Abbabachi Goobanaa), née en 1938 et morte le 4 juillet 2021) est une humanitaire éthiopienne, et la fondatrice et directrice d’AGOHELMA, l’un des plus anciens orphelinats d’Éthiopie. On l’appelait souvent la "Mère Teresa de l’Afrique".

## Vie et carrière
Abebech est née en 1938 dans un petit village rural du gouvernorat d’Amhara appelé Shebel. Son père a été tué pendant la deuxième guerre italo-éthiopienne, elle a donc été élevée par ses grands-parents jusqu’à l’âge de neuf ans. À l’âge de 10 ans, elle s’est mariée sans son consentement, mais elle s’est enfuie dans la capitale, Addis-Abeba. Là, elle a réussi à obtenir une éducation de base et a ensuite travaillé comme contrôleuse de la qualité dans une entreprise de café et de céréales.
Elle s’est rendue à Gishen Mariam, dans la province de Wollo, pour un pèlerinage en 1973. À l’époque, la région était gravement frappée par la famine. Dans un centre d’alimentation, Gobena a vu un enfant à côté de sa mère décédée. Elle a distribué la seule chose qu’elle avait à d’autres victimes, une miche de pain et cinq litres d’eau bénite, et a amené l’enfant avec un autre orphelin chez elle à Addis-Abeba. En un an, elle a amené 21 enfants chez elle.
Abebech Gobena Yehetsanat Kebekebena limat Mahber (AGOHELMA) a été fondée par Abebech en 1980 et est devenue l’une des premiers orphelinats au service des jeunes en Éthiopie. AGOHELMA fournit divers services en plus de l’orphelinat lui-même, y compris l’éducation formelle et non formelle, les activités de prévention du VIH/SIDA, l’amélioration de l’habitatet le développement des infrastructures, l’autonomisation des femmes, entre autres. En outre, il fournit des soins institutionnels à 150 orphelins. Depuis sa création, plus de 12 000 enfants nécessiteux ont été soutenus par l’association, plus de 1,5 million de personnes ayant bénéficié directement ou indirectement de l’association dans différentes régions du pays.
En juin 2021, sa santé s’est détériorée à cause du Covid-19, et elle a été hospitalisée à l’hôpital Saint Paul d’ Addis-Abeba. Elle est décédée des suites de complications liées au même Covid-19 le 4 juillet 2021,.